# 1956 v loďstvech
Tento článek obsahuje významné události v oblasti loďstev v roce 1956.

## Lodě vstoupivší do služby
- 14. dubna –  USS Saratoga (CV-60) – letadlová loď třídy Forrestal

- 10. května –  HMS Torquay (F43) – fregata Typu 12 Whitby

- 10. července –  HMS Whitby (F36) – fregata Typu 12 Whitby

- 28. srpna –  Flora (F 346) – korveta třídy Albatros

- 3. září –  De Grasse (C 610) – protiletadlový křižník

- 2. října –  Lynx (F 823) – korveta třídy Albatros